# Oemospila callidioides
Oemospila callidioides är en skalbaggsart som beskrevs av J. Linsley Gressitt och Yves Rondon 1970. Oemospila callidioides ingår i släktet Oemospila och familjen långhorningar.
Artens utbredningsområde är Laos. Inga underarter finns listade i Catalogue of Life.